# Pobrđani (Kostajnica)
Pobrđani (szerbül: Побрђани), falu Bosznia-Hercegovinában, Bosanska krajina területén, Kostajnica községben, a Szerb Köztársaságban. 

## Fekvése
Bosznia-Hercegovina északnyugati részén, Banja Lukától légvonalban 63, közúton 81 km-re északnyugatra, községközpontjától légvonalban 9, közúton 15 km-re délre, a Strigova jobb partján és a környező dombvidéken, 225 – 420 méteres tengerszint feletti magasságban fekszik. Több, kis településből áll. Főbb településrészei: Bundale, Marini, Pobrđani, Podbrđani és Stojnića Brdo. Erdőben gazdag (melyből kiemelkednek a gesztenyeerdők) és a gyümölcstermesztés fejlesztésére alkalmas területek jellemzik.

## Népessége
| Nemzetiségi csoport | Népesség 1991 | Népesség 2013 |
| ------------------- | ------------- | ------------- |
| Szerb               | 143           | 53            |
| Bosnyák             | 0             | 0             |
| Horvát              | 0             | 0             |
| Jugoszláv           | 0             | 0             |
| Egyéb               | 1             | 0             |
| Összesen            | 144           | 53            |

## Története
A település 1878-ig tartozott az Oszmán Birodalomhoz, ekkor a berlini kongresszus határozata alapján az Osztrák-Magyar Monarchia része lett. 1879-ben az első osztrák-magyar népszámlálás során a Kostajnicai járáshoz tartozó Kostajnica község részeként a településnek 37 háztartása és 274 ortodox szerb lakosa volt. 1910-ben a Kostajnicai járásba tartozó Pobrgjani községbe tartozó faluban, 42 háztartást és 292 ortodox szerb lakost találtak.
A monarchia szétesésével 1918-ben előbb a Szerb-Horvát-Szlovén Királyság, majd 1929-től a Jugoszláv Királyság része. 1921-ben a községnek 68 háztartása és 484 lakosa volt. Jugoszlávia megszállása után a falu a Független Horvát Állam (NDH) része lett. 1945-től a település a szocialista Jugoszlávia része volt. A Bosznia-Hercegovinában zajló polgárháború idején a település a Boszniai Szerb Köztársaság része volt. A daytoni békeszerződést követő területfelosztásnál a település, Kostajnica község részeként a Szerb Köztársaság területéhez került.

## Gazdaság
A helyiek többnyire mezőgazdasági termelést folytatnak, elsősorban kukoricát termesztenek. Gyümölcstermesztéssel (alma és egyéb gyümölcsfák termesztése) és állattenyésztéssel is foglalkoznak.

## Kultúra
- Hagyományosan Pobrđani faluban rendezik meg a Lilanjét, amely a Petrovdan ünnephez kapcsolódik. Szokás, hogy lilát gyújtanak. Ez egy ágas bot, melynek felső végére vadcseresznye vagy más fa kérgéből készült tekercset kötnek, amelyet gyerekek vagy felnőttek visznek. A lilák meggyújtása előtt kiválasztják a legszebb formájúakat, majd este meggyújtják őket. Ezután minden jelenlévőnek bulit szerveznek.[3]

- A Bundalsko Sijelo, vagy, ahogy a helyiek hívják Bundalijada, egy olyan közéleti esemény, amely 2013-ban kezdődött. Az összejövetel célja az ismerkedés, véleménycsere, társasági élet. Ilyenkor mintegy 60 ember gyűlik össze, főként a városból, de Banja Lukából, Prijedorból, Kozarska Dubicából és más városokból is jönnek. A Bundalijada időpontja szeptember második hete.[3]

## Oktatás
Pobrđani faluban van egy iskolaépület is, de már nem használják erre a célra, és meglehetősen elhanyagolt állapotban van.

## Fordítás
- Ez a szócikk részben vagy egészben  a(z)   Побрђани (Костајница) című szerb Wikipédia-szócikk ezen változatának fordításán alapul.  Az eredeti cikk szerkesztőit annak laptörténete sorolja fel. Ez a jelzés csupán a megfogalmazás eredetét és a szerzői jogokat jelzi, nem szolgál a cikkben szereplő információk forrásmegjelöléseként.